# Шавес (Болцано)
Шавес је насеље у Италији у округу Болцано, региону Трентино-Јужни Тирол.
Према процени из 2011. у насељу је живело 498 становника. Насеље се налази на надморској висини од 787 м.